# 皮肯斯县 (亚拉巴马州)
皮肯斯县（英語：Pickens County）是位于美国亚拉巴马州西部的一个县，县治卡罗尔顿。根据美国人口调查局2000年统计，共有人口20,949，其中白人占55.95%、非裔美国人占42.96%。